# Прелюдія
Прелю́дія (від лат. prae — перед і лат. ludus — гра) — короткий музичний твір, що передує великому твору. Прелюдія виконується з особливою мелодією[джерело?] і має більше ніж три чітких форми. У період зародження прелюдії завжди передували великому музичному твору (звідси і назва), але згодом композитори стали писати прелюдії і як самостійні твори. 
Прелюдія — відносно самостійна вступна частина до якого-небудь великого музичного твору або невелика самостійна п'єса, головним чином для клавесину, фортепіано чи органу. Створюються цикли прелюдій та фуг, а також самих тільки прелюдій.

## Історія
Першими прелюдіями були твори для лютні епохи Відродження. Це були короткі виступи, що передували великим п'єсам. Лютністи часто грали прелюдії, щоб перевірити налаштування інструмента або акустику приміщення перед виступом. У XVII столітті у Франції почали з'являтися клавішні прелюдії: як вступів до частин клавесинної сюїти використовувалися прелюдії, в яких тривалості залишалися на розсуд виконавця.
Першим композитором, який використав такий жанр, став Луї Куперен, після нього клавесинні прелюдії без позначення тривалостей писали багато композиторів до першої половини XVIII століття. Серед них були Жан Анрі Д'Англьбер, Елізабет Жаке де ля Герр, Франсуа Куперен і Жан-Філіп Рамо, перший опублікований твір якого був саме прелюдією. Останні такі прелюдії датуються 1710 роками.
Розвиток форми прелюдії в Німеччині XVII століття призвело до появи багаточастинні прелюдій, схожих на клавірні токати Йоганна Якоба Фробергера або Джироламо Фрескобальді. У прелюдіях північно німецьких композиторів, таких як Дітріх Букстегуде або Микола Брунс, поєднувалися вільна імпровізація і частини, написані за суворими канонами контрапункту (зазвичай це були мініатюрні фуги). За межами Німеччини таку модель прелюдії використовував Авраам ван дер Керкховен, один з найбільш відомих голландських композиторів тієї епохи. Південно- і центрально німецькі композитори не дотримувалися такого способу побудови прелюдій, і їхні твори залишалися імпровізаційними, включаючи лише невеликі елементи контрапункту або зовсім обходячись без нього.
Протягом другої половини XVII століття німецькі композитори почали писати подвійні твори, об'єднуючи прелюдію (або токату) з фугою в тій же тональності. Одним з перших таких композиторів був Йоганн Пахельбель, хоча прелюдії і фуги Й. С. Баха більш численні і користуються більшою популярністю сьогодні. Органні прелюдії Баха вкрай різноманітні, в них простежується як північно німецьке, так і південнонімецький вплив.
Йоганн Каспар Фердинанд Фішер (пом. 1746) був одним з перших німецьких композиторів, які перенесли французький музичний стиль кінця XVII століття на німецьку клавірну музику, замінюючи стандартну увертюру на прелюдію без тривалостей нот. Збірник Фішера «Ariadne musica» — це цикл клавірних творів, що складається з прелюдій з фугами; прелюдії тут різноманітні і не підкоряються якісь загальній моделі. Цей цикл став попередником більш відомого циклу Й. С. Баха, «Добре темперованого клавіру», що складається з двох томів, що містять по 24 прелюдії і фуги. Прелюдії Баха також різноманітні, деякі нагадують танці епохи бароко, а деякі містять дво- або триголосний контрапункт.
«Добре темперований клавір» вплинув майже на всіх значних композиторів наступних епох, багато хто з них написали свої цикли з 12 або 24 прелюдій, які розташовувалися, як і у Баха, по тональності. Фридерик Шопен написав цикл з 24 прелюдій без фуг (Op. 28), звільнивши, таким чином, прелюдію від її початкового призначення вступної п'єси. З тих пір багато композиторів писали прелюдії як самостійні твори: особливо великий вплив на наступних композиторів надали два томи імпресіоністських прелюдій Клода Дебюссі. У Шопена в прелюдіях розкривається внутрішній світ людини, його почуття і навіть думки, при цьому весь цикл підпорядковується єдиному драматургічному задуму. Дебюссі пішов зовсім іншим шляхом. Свій цикл з 24 прелюдій маестро створював вже в зрілий період творчого шляху. Так, перший зошит була опублікований в 1910 році, другий — в 1913 році. У кожній з 24 прелюдій Дебюссі, які представляють собою невеликі музичні картини, міститься окремий художній образ. А ось циклічність, на відміну від прелюдій Шопена, відчувається набагато менше. У творі композитора-імпресіоніста немає такого взаємозв'язку прелюдій, які були б пов'язані спільною ідеєю або жанрами. Однак його твори відрізняються яскравим колоритом і різноманітністю тематики. Цими творами Дебюссі підсумував еволюцію жанру в усій західноєвропейській музиці.
Форму прелюдій використовували і деякі композитори XX століття, коли складали «сюїти», навіяні музикою бароко. Такими були прелюдії Моріса Равеля (цикл «Могила Куперена», 1914–1917) і Арнольда Шенберга (сюїта для фортепіано Op. 25, 1921–1923).
У XX столітті з цим жанром пов'язані  імена  композиторів : Сергій Рахманінов, Олександр Скрябін, Дмитро Шостакович, Іван Карабиць.

## Відомі цикли прелюдій
- Й. К. Ф. Фішер — Ariadne musica, 1702 , 20 прелюдій і фуг у 19 тональностях.
- Йо́ганн Себастья́н Бах — два томи «Добре темперованого клавіра», 1722 і 1744. Кожен том містить по 24 прелюдії і фуги в 12 основних мажорних та 12 мінорних тональностях.
- Л. ван Бетховен — 2 прелюдії, Op. 39; кожна проходить через усі  мажорні тональності.
- Ф. Шопен — 24 прелюдії Op. 28, по одній на кожну  мажорну і мінорну тональності, що вживаються.
- Клод Дебюссі — два томи по 12 прелюдій, 1910 і 1913. В кінці кожної прелюдії є її назва, у той час як  попереду  тільки римське число, що вказує її номер.
- С. В. Рахманінов — прелюдія Op. 3 № 2, 10 прелюдій  Op. 23 і 13 прелюдій Op. 32: всього 24 прелюдії.
- О. М. Скрябін — 24 прелюдії, Op. 11 та багаточисельні  більш  короткі цикли прелюдій.
- П. Гіндеміт — Ludus Tonalis, 1940 : прелюдія, 11 інтерлюдій и 1 постлюдія, що перемежовуються 12 фугами.
- А. Хінастера — цикл з 12 «Американских прелюдій» (Doce Preludios Americanos), 1946.
- Задерацький, Всеволод Петрович — цикл з 24 прелюдій  та фуг, 1937
- Д. Д. Шостакович — цикл з 24 прелюдій и фуг, 1951, і більш ранній цикл з 24 прелюдій  для фортепіано.